# Douglas Hodge
Pour les articles homonymes, voir Hodge.
Douglas Hodge est un acteur britannique né le 25 février 1960 à Plymouth en Angleterre.

## Vie privée
Il a pour conjoint Tessa Peake-Jones, une actrice.
Il a pour enfants Mollie Rose Hodge et Charlie Hodge.

## Filmographie

### Cinéma
- 1988 : Salome's Last Dance : Jean le Baptiste et Lord Alfred Douglas
- 1989 : Raiders : Patrick Skill
- 1989 : Diamond Skulls : Jamie Skinner
- 1991 : Buddy's Song : Bobby Rosen
- 1993 : The Trial : Inspecteur
- 1996 : Une vie normale : l'avocat d'Hannah
- 2000 : The Magic of Vincent : Dr Robert Blake
- 2004 : Vanity Fair : La Foire aux vanités : Pitt Crawley
- 2004 : Out of Time : Michael
- 2006 : Amour et Conséquences : Brian
- 2009 : The Descent 2 : Dan
- 2010 : Robin des Bois : Sir Robert Loxley
- 2012 : Bert et Dickie : John Bushnell
- 2013 : Legends of Oz: Dorothy's Return
- 2013 : Diana : Paul Burrell
- 2014 : Serena : Horace Kephart
- 2016 : La Danseuse : Taylor
- 2017 : Tulip Fever : Nicholas Steen
- 2018 : Opération Beyrouth : Sully
- 2018 : Red Sparrow : Maxim Volontov
- 2018 : Wanderland : Dr Rock Positano
- 2018 : Jonathan : Hans
- 2018 : The Bet : Albert
- 2019 : The Report de Scott Z. Burns : James Elmer Mitchell
- 2019 : Joker : Alfred Pennyworth, le majordome de la famille Wayne
- 2020 : Le Diable, tout le temps (The Devil All The Time) d'Antonio Campos : Tater Brown
- 2025 : G20 de Patricia Riggen : Oliver Everett

### Télévision
- 1985 : Alas Smith and Jones (1 épisode)
- 1988 : La Brigade du courage : Bobby (1 épisode)
- 1989 : Behaving Badly : Giles (4 épisodes)
- 1989-1990 : Capital City : Declan McConnochie (23 épisodes)
- 1992 : Le Manoir du secret : Adam (3 épisodes)
- 1992 : Anglo Saxon Attitudes : Gerald Middleton (3 épisodes)
- 1994 : Middlemarch : Dr Tertius Lydgate (7 épisodes)
- 1994-1995 : Screen Two : plusieurs personnages (3 épisodes)
- 1995 : It Could Be You : Bob
- 1996 : Only Fools and Horses : Damien adulte (1 épisode)
- 1997 : The Uninvited : Steve Blake (4 épisodes)
- 1997 : Leçons sur le mariage : Moorhead
- 1998 : La Muselière : Jack Blakeney (2 épisodes)
- 2000 : The Canterbury Tales (1 épisode)
- 2001 : The Way We Live Now : Roger Carbury (4 épisodes)
- 2003-2004 : Red Cap : Police militaire : Sergent Major Kenneth Burns (12 épisodes)
- 2005 : MI-5 : Gary Hicks (1 épisode)
- 2007 : Mansfield Park : Sir Thomas Bertram
- 2009 : Unforgiven : Michael Belcombe (3 épisodes)
- 2010 : Skins : Edward Jones (1 épisode)
- 2010 : Outnumbered : Brick (1 épisode)
- 2012 : One Night : Ted (4 épisodes)
- 2012 : Secret State : Anthony Fossett (3 épisodes)
- 2012 : The Town : Inspecteur Chris Franks (3 épisodes)
- 2015-2016 : Penny Dreadful : Bartholomew Rusk (13 épisodes)
- 2016 : The Good Wife : Damon Stryk (1 épisode)
- 2016 : The Night Manager : L'Espion aux deux visages : Rex Mayhew (5 épisodes)
- 2016 : Falling Water : H. Robert Arnot (5 épisodes)
- 2017 : Meurtres au paradis : Daniel Langham (1 épisode)
- 2017 : Unforgotten : Paul Nixon (5 épisodes)
- 2017 : Catastrophe : Douglas
- 2017 : Decline and Fall : Grimes (3 épisodes)
- 2017 : Maigret au « Picratt's » : Fred Alfonsi
- 2017 : Black Mirror : Rolo Haynes (1 épisode)
- 2018 : Elementary : Sydney Place (1 épisode)
- 2020 : The Great : le général Velementov